# Pic Tyndall
El Pic Tyndall (4.241 m s. n. m.) es una elevación de los Alpes del Weisshorn y del Cervino en los Alpes Peninos. Se encuentra junto al Cervino. No obstante, por su escasa prominencia no cumple el criterio topográfico y la UIAA no lo incluyó en su lista oficial de los cuatromiles de los Alpes, sino en la lista ampliada o de cimas secundarias, considerando que los otros dos criterios (Morfológico y Alpinístico) tampoco son "suficientemente" favorables. Se la considera por lo tanto una antecima del Cervino.
El Pic Tyndall se encuentra a lo largo de la vía normal italiana al Cervino que se desarrolla a lo largo de la llamada "Arista del León" (Cresta del Leone).
La cima fue alcanzada por cvez primera por John Tyndall, Jean-Antoine Carrel y dos guías en el año 1862 en varios intentos por ascender al Cervino.

## Clasificación SOIUSA
Según la definición de la SOIUSA el Rocher de la Tournette pertenece:
- Gran parte = Alpes occidentales
- Gran sector = Alpes del noroeste
- Sección = Alpes Peninos
- Subsección = Alpes del Weisshorn y del Cervino
- Supergrupo = Cadena Bouquetins-Cervino
- Grupo = Grupo Dents d'Hérens-Cervino
- subgrupo = Subgrupo del Cervino
- Código = I/B-9.II-A.2.b

## Referencias

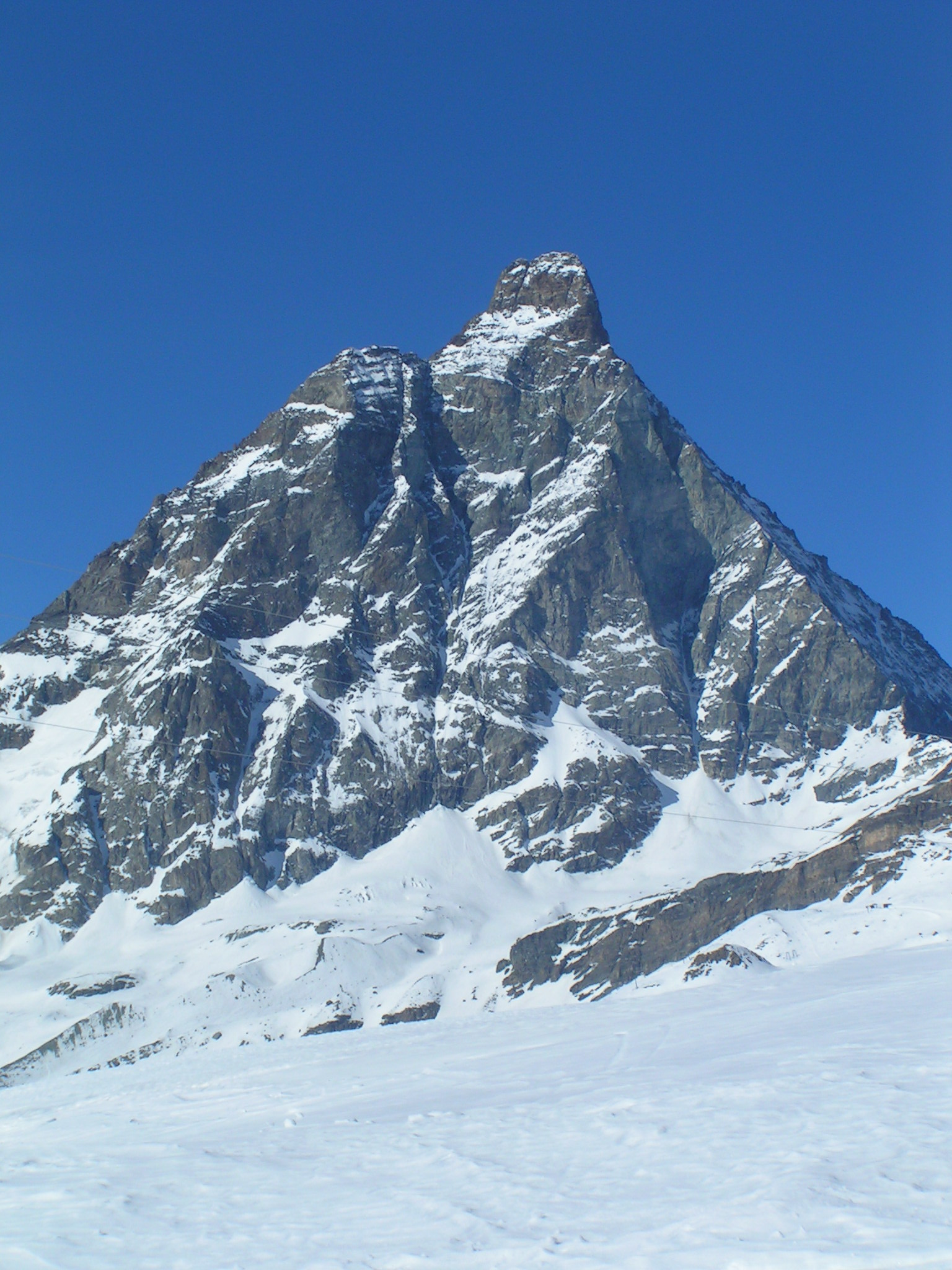
Vertiente italiana del Cervino. El Pic Tyndall se encuentra a la izquierda.